# Coupe arabe des nations de football
La Coupe arabe des nations de football (arabe : كأس العرب للأمم لكرة القدم), ou simplement la Coupe arabe, est une compétition de football internationale qui oppose les sélections du monde arabe organisée par l'Union des associations arabes de football (UAFA).
En 2021, la FIFA organisé la 10e édition, la Coupe arabe de la FIFA 2021 au Qatar, sans avec la participation de l'UAFA dans l'organisation et la gestion du tournoi.
L'édition inaugurale du championnat a eu lieu en 1963, au Liban, remportée par la Tunisie. Après avoir été disputée en 1964 et 1966, la coupe arabe a été interrompue pendant près de 20 ans, avant d'être disputée en 1985. Le tournoi a été rejoué cinq fois jusqu'en 2012. L'édition 2021 était la première officielle par la FIFA.
Les dix tournois de la Coupe arabe ont été remportés par cinq équipes nationales. L'Irak a gagné quatre fois; les autres vainqueurs de la Coupe arabe sont l'Arabie saoudite, avec deux titres, le Maroc, l'Algérie, l'Égypte et le premier vainqueur, la Tunisie, avec un titre chacun.
Sept pays ont accueilli la Coupe arabe. Le Koweït, le Qatar et l'Arabie saoudite ont chacun accueilli deux fois, tandis que le Liban, l'Irak, la Jordanie et la Syrie ont chacun accueilli une fois. Toutes les coupes arabes ont eu lieu en Asie.

## Histoire
L'idée initiale de la conception d'une coupe arabe est venue en 1957 du journaliste libanais Nassif Majdalani et du secrétaire général de la Fédération libanaise de football (LFA) Izzat Al Turk. En 1962, la LFA a appelé à la création officielle du tournoi par l'intermédiaire de son président Georges Dabbas, qui a organisé une assemblée générale arabe pour la formation de la Coupe arabe. La première coupe arabe a eu lieu à Beyrouth (Liban) du 7 avril au 13 avril 1963, avec la participation de cinq équipes.
Pendant la pause de 16 ans entre 1966 et 1982, la coupe arabe a été de facto remplacée par la coupe de Palestine, qui a eu lieu trois fois dans les années 1970, puis est devenue un tournoi de jeunes après le retour de la coupe arabe dans les années 1980. La Coupe arabe de 1992 a également été organisée dans le cadre des Jeux panarabes de 1992.
L'édition 2021 était la première édition organisée par la FIFA; la compétition a été rebaptisée Coupe arabe de la FIFA. Après la finale de 2021, le président de la FIFA, Gianni Infantino, a annoncé que la FIFA continuerait de superviser les futures éditions. 
En mai 2024, la FIFA officialise la tenue des éditions 2025, 2029 et 2033 au Qatar.

## Palmarès

### Bilan par édition
| Année                             | Hôte(s)                           | Vainqueur                         | Score                             | Finaliste                         | Troisième                         | Score                             | Quatrième                         | Ref                               |
| Coupe arabe des nations de l'UAFA | Coupe arabe des nations de l'UAFA | Coupe arabe des nations de l'UAFA | Coupe arabe des nations de l'UAFA | Coupe arabe des nations de l'UAFA | Coupe arabe des nations de l'UAFA | Coupe arabe des nations de l'UAFA | Coupe arabe des nations de l'UAFA | Coupe arabe des nations de l'UAFA |
| --------------------------------- | --------------------------------- | --------------------------------- | --------------------------------- | --------------------------------- | --------------------------------- | --------------------------------- | --------------------------------- | --------------------------------- |
| 1963                              | Liban                             | Tunisie                           | 1 − 0 (*)                         | Syrie                             | Liban                             | 4 − 2 (*)                         | Koweït                            | [ 6 ]                             |
| 1964                              | Koweït                            | Irak                              | 1 − 1 (*)                         | Libye                             | Koweït                            | 2 − 3 (*)                         | Liban                             | [ 8 ]                             |
| 1966                              | Irak                              | Irak                              | 2 − 1                             | Syrie                             | Libye                             | 6 − 1                             | Liban                             | [ 9 ]                             |
| 1985                              | Arabie saoudite                   | Irak                              | 1 − 0                             | Bahreïn                           | Arabie saoudite                   | 0 − 0 ap (4 − 1)tab               | Qatar                             | [ 10 ]                            |
| 1988                              | Jordanie                          | Irak                              | 1 − 1 ap (4 − 3)tab               | Syrie                             | Égypte                            | 2 − 0                             | Jordanie                          | [ 11 ]                            |
| 1992                              | Syrie                             | Égypte                            | 3 − 2                             | Arabie saoudite                   | Koweït                            | 2 − 1                             | Syrie                             | [ 12 ]                            |
| 1998                              | Qatar                             | Arabie saoudite                   | 3 − 1                             | Qatar                             | Koweït                            | 4 − 1                             | Émirats arabes unis               | [ 13 ]                            |
| 2002                              | Koweït                            | Arabie saoudite                   | 1 − 0 ap                          | Bahreïn                           | Jordanie et Maroc                 | Jordanie et Maroc                 | Jordanie et Maroc                 | [ 14 ]                            |
| 2012                              | Arabie saoudite                   | Maroc                             | 1 − 1 ap (3 − 1)tab               | Libye                             | Irak                              | 1 − 0                             | Arabie saoudite                   | [ 15 ]                            |
| Coupe arabe de la FIFA            |                                   |                                   |                                   |                                   |                                   |                                   |                                   |                                   |
| 2021                              | Qatar                             | Algérie                           | 2 − 0 ap                          | Tunisie                           | Qatar                             | 0 − 0 ap (3 − 1)tab               | Égypte                            | [ 16 ]                            |
| 2025                              | Qatar                             |                                   |                                   |                                   |                                   |                                   |                                   |                                   |
| 2029                              | Qatar                             |                                   |                                   |                                   |                                   |                                   |                                   |                                   |
| 2033                              | Qatar                             |                                   |                                   |                                   |                                   |                                   |                                   |                                   |

(*) : score du match en poule finale (décisif pour l'attribution du titre ou le classement entre le 3e et le 4e)

### Bilan par nation
Le tableau suivant présente le bilan par nation ayant atteint au moins une fois le dernier carré depuis que la coupe arabe existe
| Team                | Vainqueur                   | Finaliste            | Troisième             | Demi-finaliste | Quatrième      | Total |
| ------------------- | --------------------------- | -------------------- | --------------------- | -------------- | -------------- | ----- |
| Irak                | 4 (1964, 1966*, 1985, 1988) | NC                   | 1 (2012)              | NC             | NC             | 5     |
| Arabie saoudite     | 2 (1998, 2002)              | 1 (1992)             | 1 (1985*)             | NC             | 1 (2012*)      | 5     |
| Tunisie             | 1 (1963)                    | 1 (2021)             | NC                    | NC             | NC             | 2     |
| Égypte              | 1 (1992)                    | NC                   | 1 (1988)              | NC             | 1 (2021)       | 3     |
| Maroc               | 1 (2012)                    | NC                   | NC                    | 1(2002)        | NC             | 2     |
| Algérie             | 1 (2021)                    | NC                   | NC                    | NC             | NC             | 1     |
| Syrie               | NC                          | 3 (1963, 1966, 1988) | NC                    | NC             | 1 (1992*)      | 4     |
| Libye               | NC                          | 2 (1964, 2012)       | 1 (1966)              | NC             | NC             | 3     |
| Bahreïn             | NC                          | 2 (1985, 2002)       | NC                    | NC             | NC             | 2     |
| Qatar               | NC                          | 1 (1998*)            | 1 (2021*)             | NC             | 1 (1985)       | 3     |
| Koweït              | NC                          | NC                   | 3 (1964*, 1992, 1998) | NC             | 1 (1963)       | 4     |
| Liban               | NC                          | NC                   | 1 (1963*)             | NC             | 2 (1964, 1966) | 3     |
| Jordanie            | NC                          | NC                   | NC                    | 1 (2002)       | 1 (1988*)      | 2     |
| Émirats arabes unis | NC                          | NC                   | NC                    | NC             | 1 (1998)       | 1     |

## Statistiques

### Statistiques générales par édition
| Année | Vainqueur           | Sélectionneurs vainqueurs | Meilleur buteur (Buts)                              | Meilleur joueur            | Meilleur gardien        |
| ----- | ------------------- | ------------------------- | --------------------------------------------------- | -------------------------- | ----------------------- |
| 1963  | Tunisie             | André Gérard              | Mongi Hadded (4)                                    | NC                         | NC                      |
| 1964  | Irak                | Adil Basher               | Ahmed Ben Soueid (4)                                | NC                         | NC                      |
| 1966  | Irak (2)            | Adil Basher (2)           | Ali Al-Biski (16)                                   | Shidrak Yousif             | NC                      |
| 1985  | Irak (3)            | Anwar Jassam              | Anad Abid (5)                                       | Mohamed Abd Al-Jawad       | Mohammed Saleh Bubshait |
| 1988  | Irak (4)            | Ammo Baba                 | Ahmed Radhi (4)                                     | Tawfiq Al-Saheb            | NC                      |
| 1992  | Égypte              | Mahmoud Al-Gohary         | Ayman Mansour Saeed Al-Owairan Waleed Al-Felaij (2) | NC                         | NC                      |
| 1998  | Arabie saoudite     | Otto Pfister              | Obeid Al-Dosari (8)                                 | Bader Haji Mubarak Mustafa | Mohamed Al-Deayea       |
| 2002  | Arabie saoudite (2) | Gerard van der Lem        | Ahmed Hassan Taleb Mohammad Rafe (4)                | Mohammad Nour              | Mabrouk Zaid            |
| 2012  | Maroc               | Eric Gerets               | Yassine Salhi (6)                                   | Yassine Salhi              | NC                      |
| 2021  | Algérie             | Madjid Bougherra          | Seifeddine Jaziri (4)                               | Yacine Brahimi             | Raïs M'Bolhi            |

### Classement de tous les temps (1963-2021)
| N° | Équipe              | Part | J  | G  | N  | P  | BP | BC  | DF  |
| -- | ------------------- | ---- | -- | -- | -- | -- | -- | --- | --- |
| 1  | Irak                | 6    | 28 | 18 | 5  | 5  | 98 | 102 | +52 |
| 2  | Arabie saoudite     | 7    | 29 | 13 | 8  | 8  | 44 | 26  | +18 |
| 3  | Syrie               | 7    | 28 | 11 | 7  | 10 | 38 | 32  | +6  |
| 4  | Koweït              | 8    | 30 | 10 | 6  | 14 | 48 | 50  | -2  |
| 5  | Liban               | 8    | 30 | 9  | 7  | 14 | 38 | 42  | -4  |
| 6  | Égypte              | 5    | 21 | 8  | 9  | 4  | 27 | 15  | +12 |
| 7  | Maroc               | 4    | 16 | 9  | 4  | 2  | 29 | 12  | +17 |
| 8  | Jordanie            | 9    | 33 | 8  | 7  | 18 | 32 | 65  | -33 |
| 9  | Tunisie             | 3    | 14 | 8  | 3  | 3  | 23 | 11  | +12 |
| 10 | Qatar               | 3    | 14 | 8  | 3  | 3  | 22 | 10  | +12 |
| 11 | Libye               | 4    | 16 | 7  | 6  | 3  | 39 | 16  | +23 |
| 12 | Algérie             | 3    | 12 | 5  | 5  | 2  | 16 | 10  | +6  |
| 13 | Bahreïn             | 6    | 24 | 3  | 10 | 11 | 21 | 44  | -23 |
| 14 | Soudan              | 5    | 12 | 3  | 3  | 6  | 11 | 22  | -11 |
| 15 | Palestine           | 6    | 14 | 1  | 7  | 6  | 20 | 28  | -8  |
| 16 | Émirats arabes unis | 2    | 8  | 3  | 0  | 5  | 9  | 15  | -6  |
| 17 | Oman                | 2    | 7  | 1  | 1  | 5  | 7  | 29  | -22 |
| 18 | Yémen               | 3    | 10 | 1  | 1  | 8  | 9  | 44  | -35 |
| 19 | Mauritanie          | 2    | 5  | 1  | 0  | 4  | 3  | 11  | -8  |

### Pays participants
Pour chaque tournoi, le nombre d'équipes dans chaque tournoi final est indiqué (entre parenthèses).
| Équipe              | 1963 (5) | 1964 (5) | 1966 (10) | 1985 (6) | 1998 (10) | 1992 (6) | 1988 (12) | 2002 (10) | 2012 (11) | 2021 (16) | Participations |
| ------------------- | -------- | -------- | --------- | -------- | --------- | -------- | --------- | --------- | --------- | --------- | -------------- |
| Algérie             | ×        | ×        | ×         | ×        | PT        | ×        | PT        | ×         | ×         | 1er       | 3              |
| Bahreïn             | ×        | ×        | PT        | 2e       | PT        | ×        | ×         | 2e        | PT        | PT        | 6              |
| Égypte              | ×        | ×        | ×         | ×        | 3e        | 1er      | PT        | ×         | PT        | 4e        | 5              |
| Irak                | ×        | 1er      | 1er       | 1er      | 1er       | ×        | ×         | ×         | 3e        | PT        | 6              |
| Jordanie            | PT       | PT       | PT        | PT       | 4e        | PT       | PT        | DF        | ×         | QF        | 9              |
| Koweït              | 4e       | 3e       | PT        | ×        | PT        | 3e       | 3e        | PT        | PT        | •         | 8              |
| Liban               | 3e       | 4e       | 4e        | ×        | PT        | ×        | PT        | PT        | PT        | PT        | 8              |
| Libye               | ×        | 2e       | 3e        | ×        | ×         | ×        | PT        | ×         | 2e        | •         | 4              |
| Mauritanie          | ×        | ×        | ×         | PT       | •         | ×        | ×         | ×         | ×         | PT        | 2              |
| Maroc               | ×        | ×        | ×         | ×        | ×         | ×        | PT        | 3e        | 1er       | QF        | 4              |
| Oman                | ×        | ×        | PT        | ×        | ×         | ×        | ×         | ×         | ×         | QF        | 2              |
| Palestine           | ×        | ×        | PT        | ×        | ×         | PT       | •         | PT        | PT        | PT        | 5              |
| Qatar               | ×        | ×        | ×         | 4e       | ×         | ×        | 2e        | ×         | ×         | 3e        | 3              |
| Arabie saoudite     | ×        | ×        | ×         | 3e       | PT        | 2e       | 1er       | 1er       | 4e        | PT        | 7              |
| Soudan              | ×        | ×        | ×         | •        | ×         | ×        | PT        | PT        | PT        | PT        | 4              |
| Syrie               | 2e       | ×        | 2e        | ×        | 2e        | 4e       | PT        | PT        | ×         | PT        | 7              |
| Tunisie             | 1er      | ×        | ×         | ×        | PT        | ×        | ×         | ×         | ×         | 2e        | 3              |
| Émirats arabes unis | ×        | ×        | ×         | ×        | ×         | ×        | 4e        | ×         | ×         | QF        | 2              |
| Yémen*              | ×        | ×        | PT        | ×        | ×         | ×        | ×         | PT        | PT        | •         | 3              |

(*) : Comprend les participations en tant que Yémen du Nord entre 1967 et 1990.
- − Vainqueur
- − Finaliste
- − Troisième
- − Quatrième
- − Demi-finaliste
- QF − Quart de finaliste
- PT − Premier tour

### Équipes par ordre de première participation
| Année | Nazionali esordienti                    |
| ----- | --------------------------------------- |
| 1963  | Jordanie, Koweït, Liban, Syrie, Tunisie |
| 1964  | Irak, Libye                             |
| 1966  | Bahreïn, Oman, Palestine, Yémen         |
| 1985  | Arabie saoudite, Mauritanie, Qatar      |
| 1988  | Algérie, Égypte                         |
| 1992  | Pas d'équipe recrue                     |
| 1998  | Émirats arabes unis, Maroc, Soudan      |
| 2002  | Pas d'équipe recrue                     |
| 2012  | Pas d'équipe recrue                     |
| 2021  | Pas d'équipe recrue                     |

### La plupart des tournois organisés
Tous les tournois ont été joués en Asie
| Nombre de fois à organiser | Nation          | Année(s)   |
| -------------------------- | --------------- | ---------- |
| 11                         | Koweït          | 1964, 2002 |
| 11                         | Arabie saoudite | 1985, 2012 |
| 11                         | Qatar           | 1998, 2021 |
| 4                          | Liban           | 1963       |
| 4                          | Irak            | 1966       |
| 4                          | Jordanie        | 1988       |
| 4                          | Syrie           | 1992       |